# چیساکا تاکافوسا
چیساکا تاکافوسا، چیساکا هیوبو (به ژاپنی: 千坂高房 Chisaka Takafusa); ۱ ژانویهٔ ۱۶۳۸ – ۲۵ ژوئن ۱۷۰۰ سامورایی، کارو (سامورایی) در قلمروی یونه‌زاوا در خدمت خاندان اوئه‌سوگی دوره ادو اهل ژاپن بود. اگرچه او پیش از وقایع چهل و هفت رونین درگذشت، اما در گزارش‌های داستانی ظاهر می‌شود، از جمله دای چوشینگورا ۱۹۷۱ با بازی توشیرو میفونه. او همچنین در  مجموعه تلویزیونی تایگا، گنروکو ریوران در سال ۱۹۹۹ ظاهر می‌شود.